# Guillaume Ier de Sancerre
Pour les articles homonymes, voir Guillaume Ier.
Guillaume Ier de Sancerre, né vers 1176 et mort en 1217, comte de Sancerre, seigneur de Saint-Brisson et de La Ferté-Loupière, fils aîné d'Étienne Ier, 1er comte de Sancerre et de sa seconde épouse Béatrix (ou de sa 1re femme Alix/Adélaïde ou Mahaut/Mathilde de Donzy, tante d'Hervé IV, selon le site indexé MedLands).

## Détail de sa vie
Guillaume devient comte à la mort de son père, lors du Siège de Saint-Jean d'Acre, en 1191. Il épousa en 1205, Denise (1173-1207), princesse de Déols et dame de Châteauroux, fille de Raoul de Déols et deux fois veuve. En deuxièmes noces, il épousa Marie, fille d'Ebbes VI, seigneur de Charenton-du-Cher, et de Guiberge de Bourbon. En 1211, Guillaume Ier épouse en troisièmes noces, Eustachie de Courtenay (1176-1235), dame de Pacy-sur-Armançon, fille de Pierre Ier de France, veuve de Guillaume de Brienne, et sœur du comte Pierre, élu empereur de Constantinople en 1216.
Le 6 mai 1213, Guillaume, comte de Joigny, promet de garder les conventions qu’il a jurées au sujet du fief de La Ferté-Loupière, avec le comte de Sancerre qui le lui a donné à titre d’engagement. En septembre 1213, Guillaume, comte de Sancerre, donne des détails sur les conditions que le prieur de Senan a imposées pour l’abonnement de quatre femmes de sa seigneurie qui ont épousé quatre hommes de la sienne.
En mai 1215, son épouse, Eustachie, expose que son fils d'un précédent mariage, André de Brienne, mourant, la chargea, ainsi que Guillaume de Courtenay, seigneur de Tanlay, frère cadet de la comtesse de Sancerre, de ses dernières volontés. Le défunt André de Brienne, ayant été inhumé dans l’église Saint-Étienne d’Auxerre, Eustachie y fonda son anniversaire en donnant au Chapitre tout ce qu’André possédait à Préhy.

### Guillaume, comte et guerrier
À la bataille de Bouvines, le 27 juillet 1214, Guillaume Ier combat sur l'aille droite de l'armée du roi de France, Philippe Auguste. Il est alors lieutenant du duc Eudes III de Bourgogne son cousin. Son frère et vassal, Étienne II, se bat à ses côtés, ainsi que Jourdain II, seigneur d'Autrèche et anoblie par Philippe Auguste à l'issue de la bataille pour son courage et ses faits d'armes au titre de Baron de Varenne. Il est signalé parmi un groupe de chevaliers (Montmorency, Malaune, Beaumont, etc) chargeant les troupes de Ferrand de Flandre après l'épisode des insultes lancées par Eustache de Maquilin.

#### Vers Constantinople
Guillaume fait partie, en 1217, de la suite de Pierre II de Courtenay, son beau-frère, dans l'expédition qui doit le mener à la prise de possession du trône de l'empire latin de Constantinople, que lui ont offert les barons de l'empire franc après le refus du roi André II de Hongrie, neveu du défunt empereur Henri de Hainaut, décédé le 16 juin 1216, également beau-frère de Pierre.
Pour convoyer son armée, Pierre s'adresse aux Vénitiens qui lui demandent de s'emparer de Durazzo, occupée par Théodore Ier Ange Doukas Comnène, despote d'Épire. Pierre et les Vénitiens assiègent Durazzo, mais la ville, très bien défendue et suffisamment ravitaillée résiste. Devant le refus des Vénitiens de transporter son armée à Constantinople, Pierre décide de rejoindre Salonique par la voie terrestre. Théodore et ses Grecs lui tendent une embuscade dans les montagnes d'Albanie, détruisent une partie de son armée et ils le capturent.
Guillaume et Pierre n'atteindront jamais Constantinople et moururent prisonniers de Théodore.
|                                                                              |  |  |
| L'empire latin de Constantinople et le despotat d'Épire, entre 1204 et 1230. |  |  |

Avant de quitter ses domaines, Guillaume accorda à plusieurs localités la jouissance des franchises accordées à la ville de Sancerre. En 1218, Eustachie, comtesse de Sancerre, en exécution des volontés de Guillaume de Sancerre, son mari, qui, en partant avec Pierre, comte d’Auxerre, empereur de Constantinople, cousin de la comtesse, lui avait prescrit, ainsi qu’à ses deux fidèles écuyers Pierre de Champvallon et Simon d’Arrablay, de fonder en quelque église une rente de 10 livres pour le salut de son âme, attribue cette dotation au prieuré de Senan sur le minage et le tonlieu de La Ferté-Loupière.

## Descendance
Avec Denise de Déols de Châteauroux, sa 1re femme, veuve d'André de Chauvigny, il ne semble pas avoir eu de postérité.
Avec Marie de Charenton, sa 2e épouse, fille d'Ebe IV-VI de Charenton et d'Agnès ou Guiburge ? d'Archambaud VII de Bourbon, il est très probable, qu'il eut :
- Louis Ier (1207 - 1267, comte de Sancerre.

Guillaume et Eustachie de Courtenay, sa 3e épouse, auraient eu pour enfants ? :
- Selon La Thaumassière (mais qui ne cite pas de source) Guillaume Ier, comte de Sancerre eut avec Eustachie de Courtenay, une fille, Béatrice de Sancerre (1192 ? - 1247) qui épouse avant 1212 le comte Guillaume Ier, comte de Joigny (mort vers 1219). Toutefois, au vu des données chronologiques, cette hypothèse est fortement contestable. Si Béatrice peut, avec beaucoup de réserves, être considérée comme la fille de notre Guillaume Ier de Sancerre ― s'il est né avant 1170 : les écarts d'âge sont très courts, ce qui suppose que son père l'aurait eue très jeune — sa filiation maternelle est impossible. En effet, Béatrix serait née au plus tard vers 1180-1185 (ayant eu une fille vers 1204, - Blanche de Joigny, dame de Cézy, femme de Guillaume Ier de Chauvigny-Déols-Châteauroux puis de Guillaume II de Vierzon ; et surtout un fils, - Guillaume II de Joigny, dès 1195-1200) : or son père supposé, notre Guillaume Ier comte de Sancerre, se marie une première fois en 1204-1205 avec Denise de Déols, vers 1208 avec Marie de Charenton, et seulement en 1210-1211 avec Eustachie de Courtenay, fille d'Elisabeth et Pierre de France. Donc aucune des trois femmes de Guillaume de Sancerre ne peut être la mère de Béatrice. Serait-elle issue d'un mariage antérieur ou d'une relation du comte Guillaume qui nous sont inconnus à ce jour ? Ladite Béatrix de Sancerre, à l'examen généalogique et chronologique plus poussé, serait plus raisonnablement la fille d'Étienne Ier de Sancerre et de sa femme Béatrix (même prénom ; mariée audit comte Etienne de Sancerre vers 1170-1175, donc née au plus tard vers 1160, et morte semble-t-il vers 1179). Auquel cas Béatrice de Sancerre serait née entre 1170 et 1180, ce qui lui donnerait un âge en concordance avec son mari et compatible avec ses maternités, sans toutefois qu'aucun document l'atteste. Dans ce cas, Guillaume Ier, comte de Sancerre, ne serait pas son père mais son frère, la confusion pouvant être issue d'une erreur de traduction. Reste la question d'Eustachie de Courtenay : une seule certitude, elle ne peut être confondue avec la 3e femme de notre comte Guillaume, née après 1160 semble-t-il, et épousée seulement vers 1210-1211 par ledit comte Guillaume après avoir déjà marié 1o Guillaume de Brienne vers 1188 et 2o Guillaume Ier de Champlitte, prince d'Achaïe vers 1200.
- ou peut-être Louise[13] qui épouse Regnault de Pierrepont en 1216 et lui donne un fils prénommé Étienne.